# Renovación Carismática Católica
La Renovación Carismática Católica, Movimiento Carismático Católico o Renovación en el Espíritu Santo ha sido definida como una corriente de gracia  dentro de la Iglesia católica que integra comunidades y grupos de oración y alabanza, los cuales se caracterizan por la práctica de carismas como hablar en lenguas, la intercesión, la oración comunitaria, los retiros espirituales y jornadas de sanación. Las bases fundamentales sobre las que se sostiene su espiritualidad se encuentran en los Documentos de Malinas de 1974.
Proviene históricamente del movimiento carismático pentecostal originado a partir de la apertura del Concilio Vaticano II, y más tarde fue acogido por el catolicismo.
La expresión «renovación carismática» proviene del ministro luterano Harald Bredesen, quien en 1962 comenzó a emplear el término «carismático» para referirse a las actividades de las Iglesias protestantes históricas y más tradicionales. Confrontado con el término «neopentecostal», habló de una «renovación carismática» en las Iglesias históricas.
Pablo VI designó a Leo Jozef Suenens, uno de los moderadores del Concilio Vaticano II, como su representante en la Renovación Carismática Católica. Identificado profundamente con ella, este cardenal belga y sus escritos oficiaron como guía y soporte eclesial inicial del movimiento. La Renovación Carismática fue aceptada como movimiento católico en 1973, durante el pontificado de Pablo VI.

## Historia

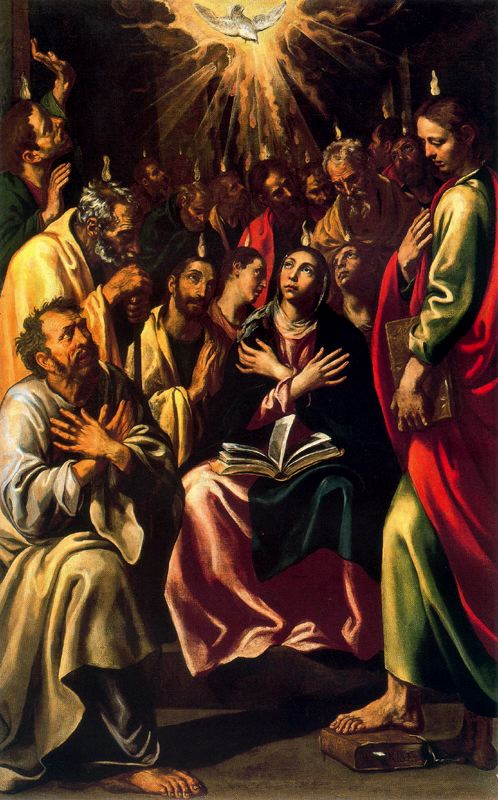
La Virgen María y los apóstoles reciben el Espíritu Santo el día de Pentecostés.

La Renovación Carismática Católica tuvo sus orígenes en 1967, cuando un grupo liderado por William Storey y Ralph Keifer, dos profesores laicos de la Universidad de Duquesne, en Estados Unidos, decidieron orar juntos para pedir una efusión del Espíritu Santo. Por influencia de dos jóvenes laicos de los Cursillos de Cristiandad, Ralph Martin y Stephen B. Clark, leyeron un libro pentecostal llamado La Cruz y El Puñal en donde se narraba el ministerio cristiano del pastor pentecostal David Wilkerson entre pandilleros neoyorquinos. La lectura llevó a los interesados a acudir por indicación del párroco episcopal de la iglesia Christ Church (Pittsburgh), a un grupo de oración ecuménico, en casa de Florence Dodge, una presbiteriana carismática, en donde recibieron su primera efusión pentecostal en el Espíritu Santo. Luego habrían recibido el llamado "don de lenguas" y otro tipo de carismas, como el de sanación, que son típicos de toda corriente pentecostal o carismática en cristianos de otras denominaciones. En poco tiempo el movimiento se propagó a otras universidades, como Notre Dame, en Indiana y East Lansing, en Míchigan. Otro de los propagadores del movimiento carismático en la Iglesia católica fue el pastor pentecostal David du Plessis, quien contribuyó al acercamiento del nuevo movimiento católico a las distintas corrientes del pentecostalismo protestante. El reverendo du Plessis participó en el Consejo Mundial de Iglesias de 1954 y 1961, y fue invitado para oficiar como representante pentecostal en el Concilio Vaticano II.
Del 8 al 9 de abril de 1967 noventa personas, entre ellas algunos sacerdotes, se congregaron en la Universidad de Notre Dame en un retiro, para reflexionar sobre los acontecimientos producidos en sus vidas, así como contextualizar la experiencia carismática dentro del libro de los Hechos de los Apóstoles, así como una nueva comprensión de la acción del Espíritu en la iglesia, produciéndose entre ellos una fuerte experiencia con el Espíritu Santo. La narración centrada en la experiencia de Duquesne la recogió el teólogo Kevin Ranaghan, y la relata en su libro Catholic Pentecostals (Pentecostales Católicos), y la experiencia de Notre Dame está más desarrollada en el libro de Edward O'Connor, The Pentecostal Movement in the Catholic Church (El Movimiento Pentecostal en la Iglesia Católica).
A los pocos años de su nacimiento, la "renovación" traspasó las fronteras de los Estados Unidos. A comienzos de los años 70, el movimiento carismático arribó a América Latina, cuando algunos predicadores protestantes bautistas y católicos, en particular Francis MacNutt, fueron invitados por el sacerdote colombiano Rafael García Herreros, sacerdote eudista, quien dirigía una fundación social y eclesial llamada "Minuto de Dios" para ayudar a familias necesitadas. Varios sacerdotes y laicos de dicha comunidad religiosa se adhirieron a esta corriente como su sucesor, el padre Diego Jaramillo, allí nace el primer Encuentro Católico Carismático Latinoamericano ECCLA celebrado del 19 al 21 de febrero de 1973 y que en principio reuniría a cuatro sacerdotes, pero que terminó reuniendo 11 colombianos, 2 chilenos, 3 mexicanos, 2 de Puerto Rico, uno de Estados Unidos, uno de Venezuela y uno de República Dominicana. Al siguiente año, 1974, recibió el ECCLA II con 200 delegados de 17 países; desde entonces el Minuto de Dios se denomino "La Capital Carismática", pues se ha convertido en un importante centro de difusión del movimiento carismático en el ámbito regional, utilizando los medios de comunicación como la radio (rccradio.fm) y la televisión (Lumen), organizando seminarios de iniciación (los ya mencionados "Seminarios de Vida en el Espíritu"), asambleas, congresos, misas, retiros y otro tipo de actividades.
Al nacer en Estados Unidos, buena parte de los impulsores de la RCC son de esa nacionalidad, pero con su extensión otros nombres engrosan una lista de personas de distintas procedencias, como el capuchino Raniero Cantalamessa, que predica los retiros al Papa, el sacerdote y exorcista indio Rufus Pereira, los laicos Pierre Goursat (en proceso de beatificación), Josette y Gérard Croissant, Alfonso Uribe Jaramillo (obispo colombiano), Luis María Estrada (guatemalteco), Charly García (peruano), Nany y Agustín Veytia (mexicanos), Max Walter Zimmermann (chileno), Osvaldo Cuadro Moreno (argentino) y Malvina Modesto (dominicana), entre otros de una larguísima lista que refrenda la variedad de lenguas habladas por el Espíritu Santo.
En América Latina la Renovación Carismática ha tenido gran acogida, debido en parte a las particulares características festivas y espontáneas de su población que, además, está más abierta a aceptar la presencia sobrenatural como parte de la vida cotidiana.  [cita requerida]
Hoy existen comunidades muy grandes que son polos de desarrollo de la Renovación Carismática en todo el subcontinente. En Brasil, por ejemplo, existen las comunidades Shalom y Canción Nueva, de Monseñor Jonas Abib; y en Santa Cruz de la Sierra, Bolivia: La Mansión. Según investigaciones, Brasil, India, Filipinas, y distintos países de África son los lugares de mayor crecimiento de la experiencia carismática a la fecha.
El movimiento carismático tuvo un gran impulso en la década de 1970 y un crecimiento más lento, pero sostenido, a partir de los años 1980.
En los distintos países latinoamericanos (a excepción de Brasil) y en España la Renovación Carismática se ha estructurado sobre la base de las coordinaciones locales o nacionales que han tomado el control del movimiento tras el empuje inicial de los años 70. Actualmente tiene cierta presencia en organizaciones de la Iglesia, tanto de tipo laical como clerical o de vida consagrada. En la Europa no latina y Norteamérica, por el contrario, la Renovación Carismática aparece como un movimiento más libre, ligado a ciertas comunidades religiosas de fundación reciente. 
Prueba de lo diferente de la Renovación en países anglosajones es que la base de datos del Comité Nacional de Servicio de Estados Unidos, incluye a comunidades ecuménicas de la Fraternidad La Espada del Espíritu entre sus miembros. Por otro lado, el antiguo presidente del ICCRS, Charles Whitehead participa públicamente en eventos con pentecostales.

### Vocación ecuménica e identidad católica
La Renovación Carismática Católica llegó a lugares como América Latina como una importación eclesial traída de Norteamérica con las novedades del post Concilio Vaticano II. Para los carismáticos norteamericanos era normal que católicos y protestantes colaborasen porque provenían de una sociedad plural, con muchas religiones coexistiendo, dado que la tolerancia es exigencia de la paz social y porque la Iglesia católica comenzó a buscar puentes de reconciliación entre cristianos. Por todo ello, se ensayaron iniciativas de grupos y comunidades interconfesionales e incluso grandes asambleas ecuménicas, como la de Kansas City, Misuri en 1977.
A mediados de julio de ese año cincuenta mil personas se reunieron allí, en lo que fue conocido como la Conferencia de Kansas City sobre la Renovación Carismática en las Iglesias cristianas. Y de ese número se podían contar bautistas, pentecostales, metodistas, presbiterianos, luteranos, católicos, episcopales, menonitas, ortodoxos, judíos mesiánicos, y grupos no denominacionales. Allí, el cardenal Suenens compartió el púlpito con el obispo de la Iglesia protestante del movimiento de santidad más grande de los Estados Unidos en ese momento.

## Organización
La Renovación Carismática suele tener como vehículo diversos difusores, entre ellos los «grupos de oración», donde las personas se reúnen periódicamente para alabar, adorar y bendecir al Señor, leer las Escrituras, ser catequizadas y compartir su testimonio de conversión. Se organizan congresos carismáticos de alabanza para grupos en particular, como, por ejemplo, de adolescentes y jóvenes, de la vida consagrada, de matrimonios, de solteros, etc. o generales.
En estos congresos y en los grupos de oración se enfatiza la predicación, la oración, la glosolalia, la música, la alabanza, los testimonios de conversión de vida y las sanaciones milagrosas.

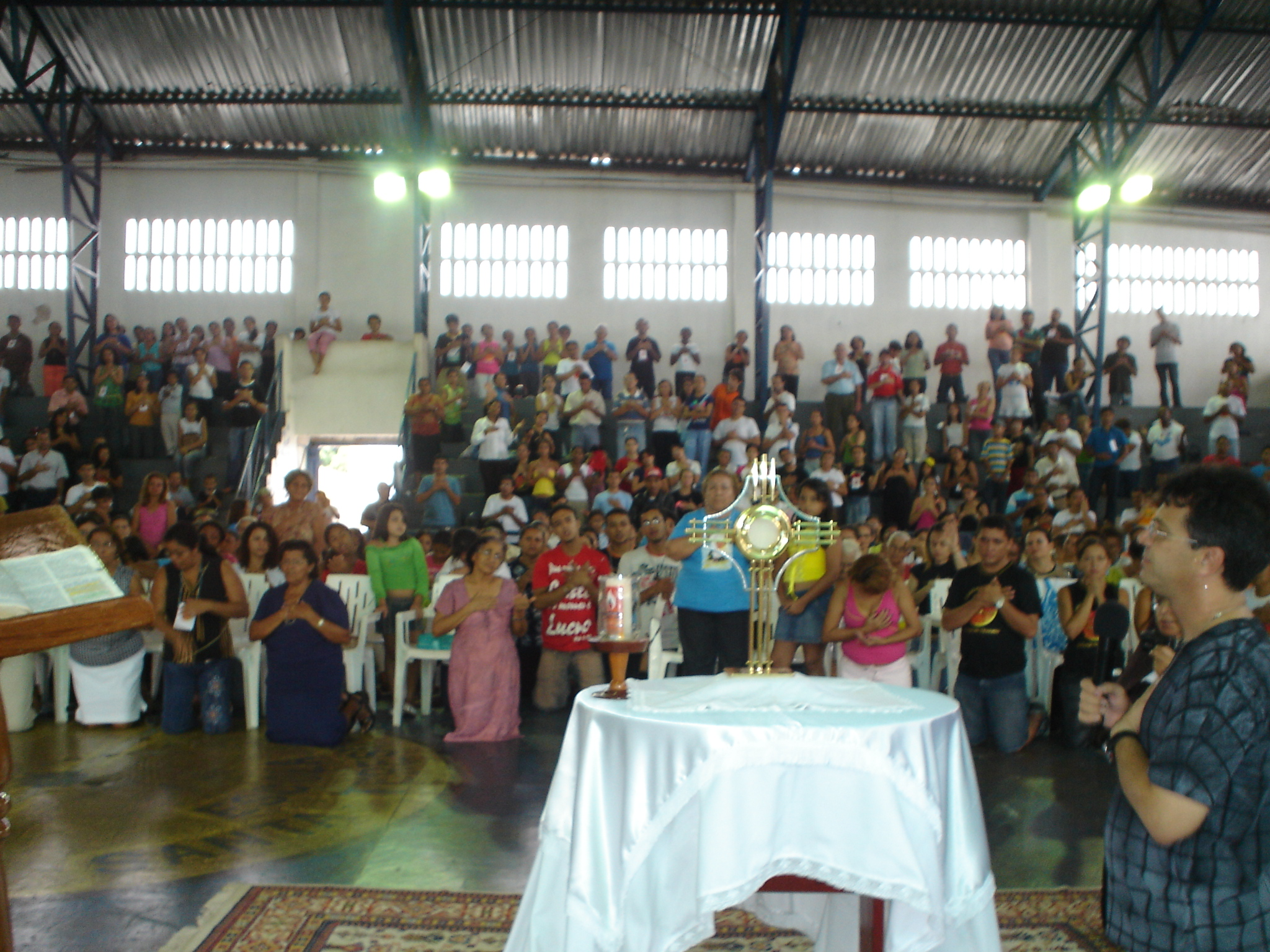
Adoración del Santísimo en un congreso carismático.

En la renovación carismática se encuentran dos grandes modelos de organización. El primero, adoptado especialmente en América Latina, se centra en grupos de oración parroquial, independientes entre sí, generalmente sin estatutos ni superiores, sino solamente dirigentes, llamados servidores, sin autoridad jurídica, pero siempre sujetos a la autoridad eclesiástica. Cada grupo elige a algunos servidores que tienen como funciones principales reunirse para discernir en la oración lo que conviene al grupo; proponer y, si es necesario, coordinar los servicios apropiados, como la acogida, orden, música (cantos para la oración), biblioteca, etc.; estar en contacto con los representantes de la Iglesia; conectar con la coordinadora de la zona y en general estar siempre al servicio de los demás integrantes de su grupo o comunidad de oración.
También hay "coordinadores" zonales, regionales, diocesanos, estatales, o departamentales, según el caso, encaminados especialmente a la organización de eventos, cursos, asambleas, etc. El único superior religioso de la Renovación Carismática es la jerarquía de la Iglesia Católica.
El otro gran modelo de organización es el de las comunidades de alianza, que se dan cuando un grupo de carismáticos se compromete con estatutos, votos, diezmos y otras estructuras. Este modelo surgió en los Estados Unidos desde la Comunidad La Palabra de Dios, y ha tenido gran difusión en países como Francia, Bélgica, Italia y Alemania. Entre las comunidades de alianza más reconocidas por su desarrollo y expansión internacional se encuentran el Pueblo de Alabanza, la Comunidad del Emmanuel, la Comunidad de las Bienaventuranzas y la comunidad Siervos de Cristo Vivo. En Brasil, 16 de ellas se agrupan en la Fraternidad de Nuevas Comunidades del Brasil (FRATER).
Se calcula que alrededor del 12 por ciento de los católicos son carismáticos, de los cuales la mayor parte son latinoamericanos.

### El ICCRS. El CHARIS  Órganos de Servicio y Coordinación

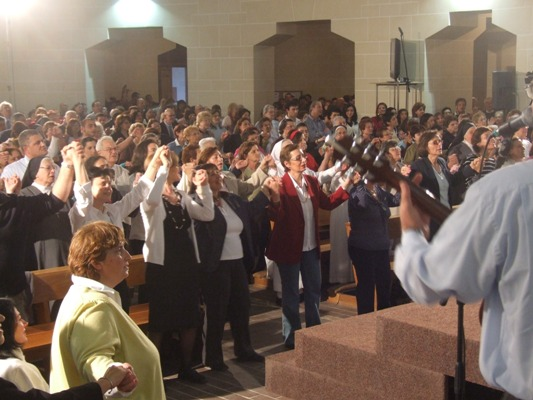
Oración de sanación en un templo carismático.

Habiendo nacido en los Estados Unidos, la Renovación Carismática se comenzó a estructurar como movimiento organizado con cierta rapidez desde los años 70. Y tuvo necesidad de coordinar a través de sus líderes internacionales las comunicaciones de su desarrollo primero a través del su Oficina Internacional de Comunicación, el ICO (International Communications Office), que no era sino el escritorio de Ralph Martin, localizado en Ann Arbor, Míchigan.
Posteriormente, en 1978, el ICO se convirtió en el ICCRO (International Catholic Charismatic Office), la Oficina Internacional de la Renovación Carismática, al mudarse a Bruselas, Bélgica, bajo los auspicios del cardenal Leo Jozef Suenens, arzobispo de tal sede. Con ello, la identidad del movimiento carismático cobró un carácter más eclesial. El 25 de marzo de 1985, el ICCRO se estableció en la Ciudad del Vaticano.
Finalmente en 1993, el ICCRO se convirtió en el ICCRS (en inglés, Servicios Internacionales para la Renovación Carismática), al aprobarse sus estatutos. Su actual presidente es James Alan Murphy, trabajador social estadounidense, predicador y autor de varios libros y artículos de revistas.
El 6 de junio de 2019, se inauguró oficialmente el servicio CHARIS (Servicio Internacional para la Renovación Carismática Católica). Ese día, las actividades del International Catholic Charismatic Renewal Services (ICCRS)  y la Fraternidad Católica, las dos organizaciones internacionales reconocidas por la Santa Sede que hasta ahora han prestado el servicio de Renovación en todo el mundo, han cesado. El servicio CHARIS está subordinado al Dicasterio para los Laicos, la Familia y la Vida.

## Representantes destacados
- Cardenal Raniero Cantalamessa
- Los hermanos Matthew y Dennis Linn[32]
- Robert DeGrandis[33]
- Briege McKenna[34]
- Carlos Aldunate
- Pierre Goursat
- Alfonso Uribe Jaramillo
- Marcelo Rossi
- Roberto Lettieri
- Emiliano Tardif
- Gerard Croissant[35]
- Manuel Rodríguez
- Diego Jaramillo
- Rafael García Herreros